# Хвостохранилище
Хвостохранилището (от руски език) е съоръжение, използвано за съхраняване на странични продукти (хвост, флотационен отпадък, или материалът, който се получава след извличане на полезните метали или минерали от рудата при металургичната ѝ преработка) от минни операции след отделянето на рудата от скалата. Хвостохранилищата са проектирани за постоянно съхранение, което означава „да останат там завинаги“. Добивът на мед, злато, уран и други минни дейности произвеждат много и различни видове отпадъци, много от които са токсични. Това е свързано с редица опасности при дългосрочното им съхранение.
По света съществуват около 3500 активни хвостохранилища, макар че няма пълен отчет и общият им брой не е сигурен. Към 2000 г. тези съоръжения средно претърпяват големи инциденти 2 – 5 пъти годишно и малки инциденти 35 пъти годишно.
Хвостохранилището се изгражда постепенно през живота на съответстващия му рудник. Обикновено се изгражда база или начална стена, която се издига постепенно, докато се напълва със смес от вода и отпадъци (утаително езеро, или утайник). Материалите, използвани за издигане на стената, могат да включват самите утайки и пръст. По време на утаяването има разделяне на утаените твърди частици на хвоста от водата. За подобряване на процеса на разделяне на фазите може да се използват реагенти - коагуланти и флокуланти.
Специфичната структура на хвостохранилището зависи от топологията, геологията, климата, вида на утайките и от цената.

## Най-големите хвостохранилища в света
| Място | Име                   | Държава | Построено | Височина [m] | Обем [106 m3] | Обем на резервоара [109 m3] |
| ----- | --------------------- | ------- | --------- | ------------ | ------------- | --------------------------- |
| 1     | Syncrude Mildred MLSB | Канада  | 1995      | 88           | 540/720       | 0,35                        |
| 2     | Syncrude Mildred SWSS | Канада  | 2010      | 40 – 50      | 119           | 0,25                        |
| 3     | ASARCO Mission Mine   | САЩ     | 1973      | 30           | 40,1          | 0                           |

## Хвостохранилища в България
Частичен списък на хвостохранилищата в България:
- Хвостохранилище „Челопеч Майнинг“, община Челопеч
- Хвостохранилище Елешница, община Разлог, Област Благоевград
- Хвостохранилище „Медет“, Пирдоп – не се използва
- Хвостохранилище „Люляковица“ – Асарел-Медет – разположен е на река Люляковица, десен приток на река Банска Луда Яна, поречие на река Луда Яна [9] Работещо от 1989 г.

## Екологични проблеми
Старите хвостохранилища, запълнени без отчитане на филтрацията и други фактори, нерядко стават източници на екологична опасност, в това число източници на замърсяване на подпочвените води и атмосферата (например при прахоотделяне). Хвостохранилищата могат да бъда източник и на киселинно процеждане в почвата, което води до постоянната нужда от мониторинг и третиране на водата, преминаваща през и около хвостохранилището.
Публичното оповестяване на инцидентите с хвостохранилища е слабо. Голям брой остават недокладвани или им липсват основни факти при докладване. Няма налична база от данни относно историческите злополуки.

## Инциденти
Следната таблица с най-смъртоносни инциденти на хвостохранилища не е пълна и броят на жертвите е приблизителен.
| Хвостохранилище | Година              | Място                  | Жертви | Подробности |
| --------------- | ------------------- | ---------------------- | ------ | --- |
| Хуогуду         | септември 1962 г.   | Хуогуду, Китай         | 171    | Хвостохранилището на рудник за калай се разпада. Според някои доклади, жертвите са 171, а ранените са 92 души. |
| Плакалница      | 1 май 1966 г.       | Враца, България        | 500+   | Хвостохранилището на медната мина Плакалница близо до Враца се срутва. Враца и съседното село Згориград са наводнени от 450 000 m3 кал и вода. Официално жертвите са обявени за 107, но според неофициални оценки те са над 500 души. |
| Бъфало Крийк    | 26 февруари 1972 г. | Западна Вирджиния, САЩ | 125    | Нестабилно хвостохранилище, построено от местната въгледобивна компания, се разпада от силен дъжд. 1121 са ранени, 507 къщи са разрушени, над 4000 остават без дом.                                                                   |
| Вал ди Става    | 18 юли 1985 г.      | Тезеро, Италия         | 268    | Лошо поддържане и малка граница за грешки при строежа. Изходящите тръби се запушват, което довежда до нарастване на налягането и срутване на съоръжението. Десет души са обвинени в убийство.                                         |
| Аберфан         | 21 октомври 1966 г. | Уелс                   | 144    | Срутването на свлачището на терикон над миньорско селище убива 28 възрастни и 116 деца. |
| Хпакант         | 25 октомври 2015 г. | Мианмар                | 113    | Купчина от шлака в регион за добив на жад става нестабилна и се свлича в околните селища. |
| Ел Кобре        | 28 март 1965 г.     | Чили                   | 300    | Трусове от земетресение с магнитуд от 7 по Рихтер причиняват разпадането на две хвостохранилища при медния рудник Ел Солдадо. Съседният град Ел Кобре е унищожен.                                                                     |
| Таоши           | 8 септември 2008 г. | Линфен, Шанси, Китай   | 254+   | Хвостохранилище на железен рудник се свлича в село около 8 часа сутринта. |